# Eranthemum suffruticosum
Eranthemum suffruticosum är en akantusväxtart som beskrevs av William Roxburgh. Eranthemum suffruticosum ingår i släktet Eranthemum och familjen akantusväxter. Inga underarter finns listade i Catalogue of Life.